# Freebase
Freebase — велика колаборативна база знань, що містить метадані, складені в основному спільнотою. Це онлайн-колекція структурованих даних, зібраних з багатьох джерел, наприклад окремих Вікі. Freebase має на меті створити глобальний ресурс, що дозволить людям та машинам отримувати доступ до загальновідомої інформації набагато ефективніше. Розробляється американською софтверною компанією Metaweb і працює публічно з березня 2007. Metaweb була куплена Google (проанонсовано 16 липня 2010), і стала основою їх технології Knowledge Graph.
Дані Freebase доступні free/libre для комерційного та некомерційного використання під ліцензією Creative Commons Attribution. Для програмістів надається API, RDF endpoint [Архівовано 5 червня 2012 у Wayback Machine.], та дампи [Архівовано 20 червня 2010 у Wayback Machine.]. Google News Timeline включає медіаінформацію з Freebase.

## Огляд
3 березня 2007 Metaweb публічно анонсувало Freebase, описавши компанію як «відкрита поділена база всіх світових знань», та «масивна багатокористувацька база з даними, що взаємопосилаються». Загалом це велетенська модель «сутність - зв'язок», яка багато в чому базується на вікіпедійних даних. Freebase має інтерфейс, який дозволяє непрограмістам заповнювати її інформацією, та категоризувати і об'єднувати елементи даних у змістовний, тобто семантичний спосіб.
Описана Тімом О'Рейлі після запуску як «міст між баченням колективного інтелекту Веб 2.0 та більш структурованого світу семантичного вебу».
Freebase містить дані, що зібрані з таких джерел як Вікіпедія, ChefMoz, NNDB, та MusicBrainz, та дані, внесені користувачами. Всі дані поширюються під ліцензією Creative Commons Attribution,
. Програмістам надається HTTP-API, яке дає доступ до даних у форматі JSON. Початковий код самого продукту Metaweb є власницьким.
Freebase працює на власній інфраструктурі Metaweb, яка реалізує представлення у вигляді графа. Це означає, що замість використання таблиць та ключів для опису структур даних Freebase використовує вузли на набір лінків, які встановлюють відношення між вузлами. Через те що дані не ієрархічні, Freebase може моделювати набагато складніші відношення між окремими елементами, ніж звичайні БД, та відкрита для додавання нових сутностей та зв'язків у граф.
Запити до бази здійснюються мовою «Metaweb Query Language» (MQL).

## Розробка
Денні Хілліс вперше описав ідею створення павутини знань, яку він назвав Аристотель, у своїй роботі 2000 року. Але він не намагався побудувати систему аж поки не найняв двох технічних експертів та співзасновників. Роберт Кук — спеціаліст із паралельних обчислень та дизайну БД, зараз є виконавчим віце-президентом Metaweb з розвитку продукту. John Giannandrea, колишній головний технолог у Tellme Networks та головний технолог групи розробки браузерів в Netscape/AOL, є технічним директором компанії.
Спочатку доступна тільки через запрошення, Freebase відкрилася для публічного анонімного доступу на альфа-стадії розробки, і тепер вимагає реєстрації тільки тих, хто вносять дані.
29 жовтня 2008, на конференції International Semantic Web Conference 2008, Freebase випустила свій RDF-сервіс для генерування RDF-представлень сутностей Freebase, дозволяючи використання Freebase як Linked Data.

## Організація та політики
Об'єкти, про які Freebase містить інформацію (і які часто мають відповідні статті Вікіпедії), називаються топіками англ. topics, і дані, що зберігаються про них, залежать від їхнього типу. Наприклад запис про губернатора Каліфорнії Арнольда Шварцнеггера, вводиться як топік, що включає набір типів, які описують його як актора, бодібілдера та політика. Freebase містить приблизно 11.5 мільйонів топіків на квітень 2010.
Онтології Freebase, відомі як «типи» — також доступні для редагування. Кожен тип має кілька предикатів, що називаються властивостями англ. properties.

на відміну від підходу до семантичної павутини W3C, яка починається з контрольованих онтологій, Metaweb прийняв підхід фолксономії, в якому люди можуть додавати нові категорії (майже як теги), в кашу припущень, що потенційно перекриваються.

Freebase має багато відмінностей від моделі вікі. Користувачі можуть створювати свої власні типи, але ці типи не приймаються в «суспільне надбання», поки їх не перевірить працівник Metaweb. Також користувачі не можуть модифікувати типи один одного. Причина того, що Freebase не дає можливості зміни схеми в тому, що певні зовнішні сервіси можуть залежати від неї, і зміна схеми, наприклад видалення властивості тягне за собою їх збої в їх запитах для API, і навіть всередині Freebase (наприклад у збережених розрізах).
Metaweb надає деяким користувачам статус експерта [Архівовано 30 червня 2012 у Wayback Machine.], аналогічний статусу адміністраторів Вікіпедії.
Також підтримуються багатомовні дані, але в цей час основною мовою відображення даних для всіх користувачів є англійська.

## Закриття Freebase
16 листопада 2015 Google офіційно оголосив Knowledge Graph API [Архівовано 24 травня 2018 у Wayback Machine.], який має стати заміною Freebase API. Freebase.com офіційно був закритий 2 травня 2016.

## Критика
Критерії значимостіна відміну від Вікіпедії, Freebase їх не має. Натомість дозволені будь-які дані, що можуть зацікавити когось іншого. Не дозволяються несталі дані, чи такі що мають лише персональну зацікавленість. Відповідно до таких критеріїв дозволяється комерційний вміст, якщо він структурований та містить істинні факти.
ДенормалізаціяТип даних, створений на Freebase, не може редагуватись ніким окрім автора. Це політика, що попереджує пошкодження схеми недосвідченими чи недоброзичливими користувачами. Результатом цієї політики є те, що наполовину завершена схема не може бути вдосконалена іншими користувачами і тому має бути побудована з нуля, що створює дублікати типів.
Дані про відсутність данихFreebase не має рішення проблеми значень Null, unknown чи N/A.

## Застосування
- Google Refine  [Архівовано 14 липня 2010 у Wayback Machine.] — інструмент для очищення та отримання даних
- Powerset[en]  — семантичний пошуковий рушій, який здійснює пошук по Freebase відповідей на питання, задані природною мовою (куплений Microsoft та використовується в пошуковій системі Bing).
- Freebase genealogy — переглядач родоводів.
- FMDb — Freebase IMDB
- Freebase sets — клон Google sets, що використовує дані Freebase
- Parallax data viewer — альтернативний інтерфейс користувача
- Freebase Schema Explorer — візуалізатор онтологій Freebase
- Thinkbase — візуальний інструмент, що базується на графах